# Gårälgen
Gårälgen är en sjö i Karlsborgs kommun och Töreboda kommun i Västergötland och ingår i Motala ströms huvudavrinningsområde. Sjön har en area på 0,21 kvadratkilometer och ligger 104,4 meter över havet. Sjön avvattnas av vattendraget Kvarnängsån.

## Delavrinningsområde
Gårälgen ingår i det delavrinningsområde (650851-140964) som SMHI kallar för Mynnar i Viken. Avrinningsområdets medelhöjd är 112 meter över havet och ytan är 15,88 kvadratkilometer. Räknas de 2 delavrinningsområdena uppströms in blir den ackumulerade arean 31,69 kvadratkilometer. Kvarnängsån som avvattnar avrinningsområdet har biflödesordning 3, vilket innebär att vattnet flödar genom totalt 3 vattendrag innan det når havet efter 172 kilometer. Delavrinningsområdet består mestadels av skog (77 procent) och jordbruk (10 procent). Avrinningsområdet har 0,21 kvadratkilometer vattenytor vilket ger det en sjöprocent på 1,3 procent.